# Frédéric Déhu
Frédéric Déhu (nacido el 24 de octubre de 1972 en Villeparisis) es un exfutbolista francés.

## Biografía
Déhu debutó en la Primera división francesa con el RC Lens, el 21 de julio de 1991 frente al FC Metz. Jugó durante ocho temporadas en el equipo francés, donde ganó la liga en 1998.
El buen rendimiento del defensa, hizo, que equipos europeos se interesasen por él, así, en 1999 fichó por el FC Barcelona de la Primera División española. Tras una mediocre temporada, solo once encuentros, al año siguiente volvió a Francia a las filas del Paris Saint-Germain.
Cuatro temporadas se mantuvo en el equipo parisino donde ganó la Copa de Francia en 2004, momento en el que se marcha al Olympique de Marsella.
En 2006 abandona Marsella para jugar una temporada en el Levante UD.
El 26 de marzo de 2008, Déhu anuncia su retirada tras desvincularse del club levantino.

### Selección nacional
Debutó con la selección nacional el 19 de agosto de 1998 frente al combinado austriaco (2-2).
Desde entonces disputó únicamente cinco encuentros con el combinado francés.

## Clubes
| Club                  | País    | Periodo   | PJ (G)   |
| --------------------- | ------- | --------- | -------- |
| RC Lens               | Francia | 1991-1999 | 229 (15) |
| FC Barcelona          | España  | 1999-2000 | 11 (0)   |
| París Saint-Germain   | Francia | 2000-2004 | 136 (9)  |
| Olympique de Marsella | Francia | 2004-2006 | 73 (2)   |
| Levante UD            | España  | 2006-2007 | 23 (1)   |

## Palmarés

### Torneos regionales
| Título        | Club            | Región   | Año  |
| ------------- | --------------- | -------- | ---- |
| Copa Cataluña | F. C. Barcelona | Cataluña | 2000 |

### Torneos nacionales
| Título          | Club                | País    | Año     |
| --------------- | ------------------- | ------- | ------- |
| Ligue 1         | RC Lens             | Francia | 1997-98 |
| Copa de la Liga | RC Lens             | Francia | 1998-99 |
| Copa de Francia | París Saint-Germain | Francia | 2003-04 |

### Torneos internacionales
| Título         | Club                | Sede    | Año  |
| -------------- | ------------------- | ------- | ---- |
| Copa Intertoto | París Saint-Germain | Brescia | 2001 |